# Hotel Potemkin
Hotel Potemkin è un film muto del 1924 diretto da Max Neufeld e prodotto in Austria; in Germania prese il titolo di Die letzte Stunde (che si traduce in italiano come L'ultima ora).

## Trama
Annoiato a morte da una vita comoda e senza grandi slanci, il giovane Lord Henry Berry stringe un patto con il signor Witt, un misterioso straniero che gli promette una bella morte prima del compimento dei suoi trent'anni. Nelle tre settimane che gli restano da vivere, Lord Henry viene risvegliato alle gioie della vita dall'amore della bella Mabel, tanto da rinunciare alle sue idee di morte. Scopre alla fine che il signor Witt non è altri che il padre di Mabel, Lord Henry Gutsnachbar, il quale ha messo in pratica questo trucco per fargli apprezzare l'amore per la vita.

## Produzione
Il film fu prodotto dalla Vita-Film.

## Distribuzione
In Austria, il film fu proiettato per la stampa al Kosmos-Kino di Vienna il 14 gennaio 1924. Ottenne il visto di censura il 29 dello stesso mese, uscendo nelle sale austriache dopo una prima viennese del 21 marzo 1924. In Francia, dove uscì il 14 maggio 1926, fu distribuito dalla Agence Générale Cinématographique.
In Germania, il film - vietato ai minori - uscì in una versione di cinque rulli di 1844 metri con il visto di censura B.22877 dell'8 luglio 1929.